# Le Règne des Cybermen, deuxième partie
Le Règne des Cybermen, deuxième partie (The Age of Steel) est le sixième épisode de la Saison 2 de la seconde série télévisée Doctor Who, diffusé pour la première fois le 20 mai 2006 sur la chaîne BBC One. Cet épisode constitue avec le cinquième épisode, Le Règne des Cybermen, première partie, une histoire en deux parties.

## Accroche
Les Cybermen prennent le contrôle de Londres et commencent à convertir la population. Alors que Jackie tombe sous le contrôle de Lumic, le Docteur, Rose et Mickey deviennent des fugitifs dans un monde de terreur. Une ultime attaque de l'usine est leur dernière chance…

## Distribution
- David Tennant : Le Docteur
- Billie Piper : Rose Tyler
- Camille Coduri : Jackie Tyler
- Noel Clarke : Mickey Smith et Ricky Smith
- Shaun Dingwall : Peter Tyler alternatif
- Andrew Hayden-Smith : Jake Simmonds
- Roger Lloyd Pack : John Lumic
- Helen Griffin : Mrs. Moore
- Colin Spaull : M. Crane
- Duncan Duff : Présentateur
- Paul Kasey : Cyber-Leader
- Nicholas Briggs : Voix des Cybermen

## Résumé
L'épisode démarre immédiatement après les événements de l'épisode précédent. Les Cybermen entourent le petit groupe composé du Docteur, Rose, Mickey, Pete et les Prêcheurs. Alors qu'ils sont sur le point d'être tués, le Docteur utilise sa batterie de recharge venue du TARDIS afin de provoquer une surtension sur les Cybermen et de les désintégrer. Ils s'enfuient, laissant Jackie à l'intérieur de la demeure. Pete s'avère être « Gemini », le mystérieux informateur des Prêcheurs à l'intérieur de Cybus Industries. Tous voient les habitants de Londres qui portent des "EarPod" se diriger comme des zombies vers les usines de Cybus afin d'être convertis en Cybermen. Ricky est tué par les Cybermen en tentant de passer une barrière. Le groupe se rend à l'usine et se sépare afin d'empêcher les plans de John Lumic de se concrétiser.
Mickey et Jake, l'un des prêcheurs, entrent dans le zeppelin de Lumic afin de détruire le signal envoyé aux "EarPod". Rose et Pete s'infiltrent dans l'usine en se faisant passer pour des candidats zombifiés mais sont surpris par un Cyberman ayant le cerveau de Jackie. Celui-ci considère Pete comme l'un des fondateurs de leur race et l'envoient ainsi que Rose se faire améliorer. Le Docteur et une Prêcheuse du nom de Mrs. Moore s'infiltrent dans les souterrains afin d'entrer dans l'usine, mais Mrs. Moore est tuée par un Cyberman, après avoir révélé au Docteur qu'elle a changé son nom et abandonné sa famille afin de les protéger. Au cours de leur escapade, le Docteur découvre que les Cybermen ont un inhibiteur d'émotions et que le détruire provoquerait aux Cybermen la conscience de leur état et donc leur auto-destruction. Capturé, le Docteur se retrouve face à Rose et Pete dans le centre de contrôle de Lumic.
Lumic ayant subi une tentative d'assassinat par son subordonné est converti de force en Cyber Contrôleur. Le Docteur parvient à alerter Mickey afin qu'il détruise le transmetteur depuis le zeppelin, ce qui provoque la fuite des humains zombifiés. Puis, grâce à un code, ce dernier lance la destruction des inhibiteurs d'émotions, poussant les Cybermen au désespoir. L'usine de Lumic s'autodétruit et le Docteur et ses compagnons parviennent à rejoindre le zeppelin de Lumic à temps. Mickey explique qu'à la suite de la mort de Ricky, il décide de rester dans ce monde parallèle et souhaite aider les Prêcheurs à détruire les usines de Cybus, même si cela signifie ne plus jamais pouvoir revenir dans son monde d'origine. Rose et le Docteur repartent dans le TARDIS qui se dématérialise sous les yeux de Mickey et Jake.

### Continuité
- L'expression de Lumic "Excellent" renvoie à celle des Cybermen dans l'épisode « Revenge of the Cybermen » (1975).
- Le "Cyber-controler" était déjà apparu dans « The Tomb of the Cybermen » (1967) et  « Attack of the Cybermen » (1985).
- Rose reconnaît les Cybermen après en avoir vu un masque dans le musée de Van Statten dans l'épisode « Dalek ».
- Mickey se compare encore une fois à K-9 et reparle de son utilisation d'un camion dans « À la Croisée des chemins ».
- Mickey Smith arrête l'aventure ici, en choisissant de mener la vie de son double. C'est le premier compagnon de la nouvelle série à partir de son plein gré.